# شريان نخاعي خلفي
الشريان النخاعي الخلفي (بالإنجليزية: Posterior Spinal Artery)‏ في علم التشريح، هو شريان ينشأ من الشريان الفقري، بمحاذاة النخاع المستطيل.